# Ariel Mosór
Ariel Mosór (Katowice, 19 de febrero de 2003) es un futbolista polaco que juega de defensa en el Raków Częstochowa de la Ekstraklasa. 

## Carrera
Nacido en Katowice, voivodato de Silesia, Ariel Mosór es hijo del también futbolista Piotr Mosór. Comenzó su trayectoria profesional en el Unia Warszawa antes de fichar en 2018 por el Legia de Varsovia, uniéndose a la academia juvenil del club varsoviano. Debutó oficialmente con el primer equipo el 15 de julio de 2020, entrando como sustituto en el minuto 83 durante un partido de liga frente al Lechia Gdańsk. El 9 de junio de 2021, el Piast Gliwice anunció el fichaje de Mosór por tres años, con la opción de extender el contrato por otros 12 meses.

## Palmarés

### Títulos nacionales
| Título      | Club              | País    | Año     |
| ----------- | ----------------- | ------- | ------- |
| Ekstraklasa | Legia de Varsovia | Polonia | 2019-20 |
| Ekstraklasa | Legia de Varsovia | Polonia | 2020-21 |